# Micropholis acutangula
Micropholis acutangula är en tvåhjärtbladig växtart som först beskrevs av Adolpho Ducke, och fick sitt nu gällande namn av Pierre Joseph Eyma. Micropholis acutangula ingår i släktet Micropholis och familjen Sapotaceae. Inga underarter finns listade i Catalogue of Life.